# Kepler-65
Kepler-65 là một ngôi sao lớn hơn một chút so với Mặt Trời và có ít nhất bốn hành tinh.

## Hệ hành tinh
| Thiên thể đồng hành (thứ tự từ ngôi sao ra) | Khối lượng      | Bán trục lớn (AU) | Chu kỳ quỹ đạo (ngày)       | Độ lệch tâm     | Độ nghiêng     | Bán kính           |
| ------------------------------------------- | --------------- | ----------------- | --------------------------- | --------------- | -------------- | ------------------ |
| b                                           | 24+24 −16 M🜨    | 0.035             | 21549209+00000086 −00000074 | 0028+0031 −002  | 922+13 −14°    | 1444+0037 −0031 R🜨 |
| c                                           | 54±17 M🜨        | 0.068             | 5859697+0000093 −0000099    | 002+0022 −0013  | 9233+029 −026° | 2623+0066 −0056 R🜨 |
| d                                           | 414+079 −080 M🜨 | 0.084             | 813167+000024 −000021       | 0014+0016 −0010 | 9235+018 −016° | 1587+0040 −0035 R🜨 |
| e                                           | 200+200 −50 M🜨  | —                 | 2588+15 −13                 | 0283+0064 −0071 | 1270+270 −250° | —                  |